# Conte di Bath

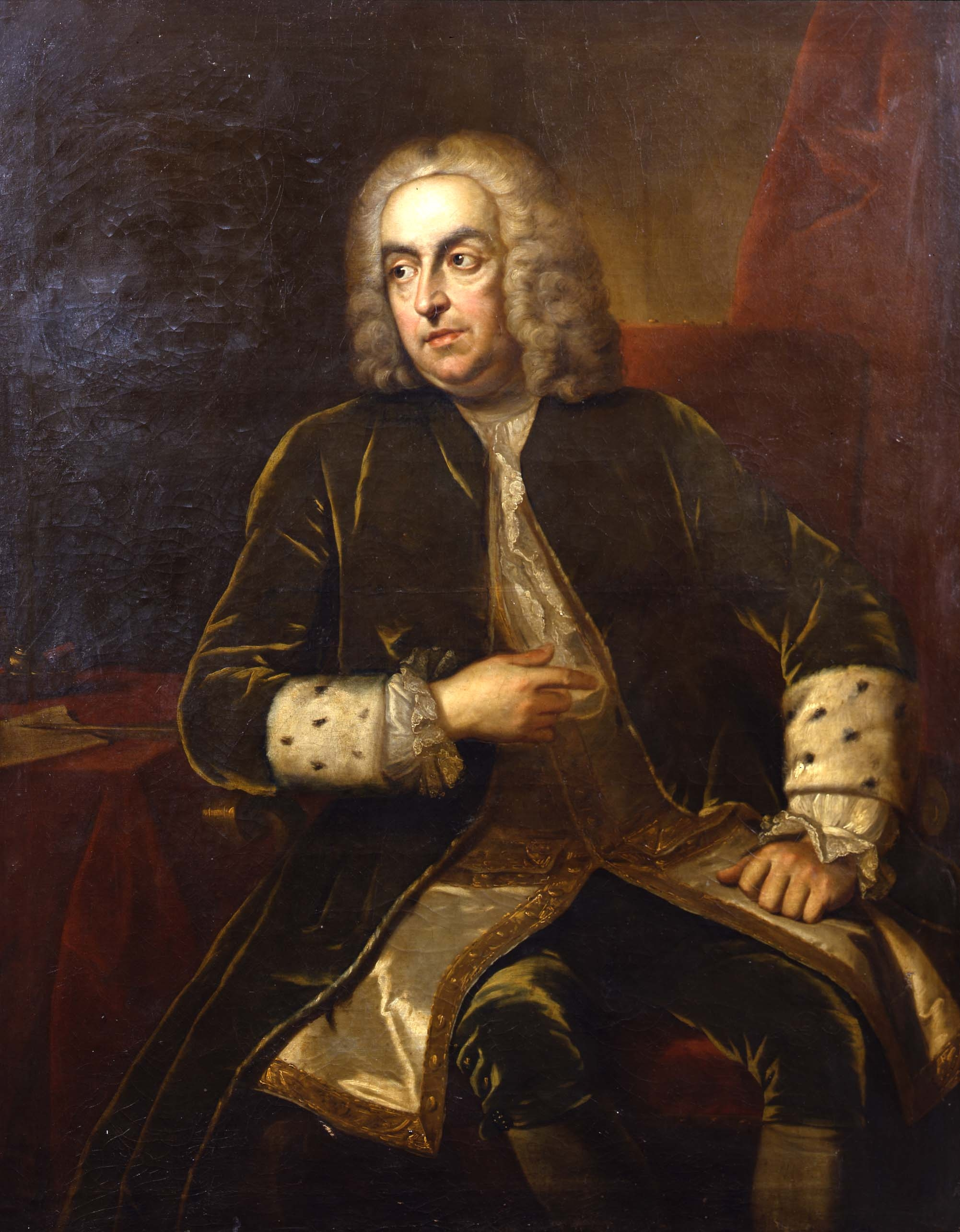
Ritratto di William Pulteney

Conte di Bath fu un titolo nobiliare creato cinque volte: due volte durante il Regno d'Inghilterra, una volta sotto il Regno di Gran Bretagna e una volta sotto il Regno Unito.

## Elenco dei Conti di Bath della prima creazione
- Philibert de Chandée, I conte di Bath (?-dopo il 1486)

## Elenco dei Conti di Bath della seconda creazione
- John Bourchier, I conte di Bath (1470-1539)
- John Bourchier, II conte di Bath (1499-1561) (commissario al processo di Lady Jane Grey)
- William Bourchier, III conte di Bath (prima del 1557-1623)
- Edward Bourchier, IV conte di Bath (1590-1636)
- Henry Bourchier, V conte di Bath (1593-1654)

## Elenco dei Conti di Bath della terza creazione
- John Granville, I conte di Bath (1628-1701)
- Charles Granville, II conte di Bath (1661-1701)
- William Henry Granville, III conte di Bath (1692-1711)

## Elenco dei Conti di Bath della quarta creazione
- William Pulteney, I conte di Bath (1684–1764)

## Elenco dei Conti di Bath della quinta creazione
- (Henrietta) Laura Pulteney, I contessa di Bath (1766–1808)